# 379 Huenna
Huenna (asteroide 379) é um asteroide da cintura principal com um diâmetro de 92,33 quilómetros, a 2,53375087 UA. Possui uma excentricidade de 0,19082703 e um período orbital de 2 023,83 dias (5,54 anos).
Huenna tem uma velocidade orbital média de 16,83183531 km/s e uma inclinação de 1,66856568º.
Este asteroide foi descoberto em 8 de Janeiro de 1894 por Auguste Charlois.
Um satélite, designado S/2003 (379) 1, foi descoberto a 14 de Agosto de 2003 por Jean-Luc Margot.